# رود آلتاماچی
رود آلتاماچی (انگلیسی: Altamachi River) یک رود در بولیوی است که از شهرستان کوچوبامبا می‌گذرد.